# Обсерватория Хоер-Лист
Обсерватория Хоер-Лист (нем. Observatorium Hoher List) — астрономическая обсерватория, расположенная в 100 км ю-з Бонна, Германия, около города Даун, на горной цепи Айфель. Обсерватория управляется Институтом астрономии имени Аргеландера Боннского университета.

## История обсерватории
До 1940-х боннские астрономические наблюдения были выполнены главным образом на старой обсерватории Арджеландра в Бонне. С увеличением электрификации города (ночное освещение улиц) яркость неба возрастала, затрудняя астрономические наблюдения.
В поисках альтернативного местоположения обсерватории в 1950 году была выбрана гора Хоер-Лист, расположенная над деревней Schalkenmehren, так как местные условия были подходящими для астрономических наблюдений. В данной сельской местности очень низкая яркость неба. Сюда было решено переместить Боннские телескопы. Новая обсерватория была введена в строй 1954 году, после чего в 1954 году 50-см телескоп Шмидта был установлен в первом куполе. Большое расширение произошло в 1964 году, когда в обсерваторию был перемещен Двойной рефрактор, построенный в 1899 году. Последний купол, который был установлен, содержит 1-м телескоп Кассегрен, являющийся крупнейшим из инструментов обсерватории. Сегодня в обсерватории есть 6 телескопов. Есть также 16-см рефрактор Schröder, который использовался для Южного Боннского обозрения.
Обсерватория является отдаленной станцией Института астрономии им. Арджеландра университета Бонна. Здесь много студентов написали свой дипломы или докторантуру, и важная научная работа в астрометрии и фотометрии звезд Млечного пути была выполнена. Сегодня, у Обсерватории Хоер-Лист больше нет того же самого научного значения, поскольку наблюдения в Айфель стали более трудными. Яркость неба очень высока, и погодные условия значительно хуже, чем в обсерваториях Чили или США. В данный момент в обсерватории проходят практику студенты, а также тестируются приборы, которые могут в дальнейшем быть установлены на обсерваториях в Испании или Чили.
С 2007 года на 1-м телескопе проводятся наблюдения по программе проекта HOLIGRAIL (Хоер-Лист Гравитационное линзирование).
В обсерватории проводятся туристические экскурсии и образовательные лекции.

## Инструменты обсерватории (6 шт)
- 1-м телескоп Кассегрен-Несмит (D = 106 см, F = 14.5 м, 1965 год)
- 60-см Ричи-Кретьен (D = 0.6 м, F = 4.8 м, 1984 год)
- 50-см Камера Шмидта (D = 34/50 см, F = 1.4 м, 1953 год)
- Боннский двойной длиннофокусный рефрактор (D = 36 см, F = 5.4 м — визуальная труба) и (D = 30 см, F = 5.1 м — фотографическая труба) (создан в 1899 году, установлен в обсерватории Хоер-Лист в 1965 году)
- Астрограф Sonnefeld-Vierlinser (D = 30 см, F = 1.5 м) (создан в 1925 году, установлен в обсерватории Хоер-Лист в 1968 году)
- 6-дюймовый рефрактор Schröder (D = 16 см, F = 1.9 м, 1874 год)

## Направления исследований
- астрометрия и фотометрия звезд Млечного пути
- Гравитационное линзирование